# Qian Lin
Qian Lin (en chino tradicional, 銭琳; en chino simplificado, 钱琳; pinyin, Qián Lín; n. 11 de marzo de 1991 en Hangzhou, Zhejiang, China), conocida en Japón como Linlin (リンリン?), es una exmiembro de Morning Musume y líder del subgrupo de Hello! Project, Shin Minimoni. Se anunció que se uniría como la octava generación de Morning Musume el 15 de marzo de 2007. Junto con Junjun, ella es una de los dos únicas miembros en la historia de Morning Musume que no son de origen japonés.

## Historia
Qian Lin fue contratada por una televisión China. Qian Lin ha hecho MCed Shows y dramas.
Después de ser presentada a Tsunku, ella tomó parte del Hello Project Egg! y tomó parte como bailarina de apoyo en el Hello! Project 2007 Winter ~Shuuketsu! 10th Anniversary~ Tour. 
El 11 de marzo de 2007, Tsunku anunció que ella y JunJun tomarían parte de la octava generación de Morning Musume.

## Su graduación del grupo
El 8 de agosto de 2010 en el concierto 「Hello! Project 2010 SUMMER～FANKORA！～Nakano basho・hiru～」, se anunció que ella, Junjun y Eri Kamei se graduarían (especialmente Eri por el tratamiento de su dermatitis atópica). Junjun y Linlin regresarán a China para concentrarse en la carrera como cantante ya que, con la experiencia en Morning Musume y el dominar el Japonés les ha servido bastante.

## Discografía
- Zhàn Dòu [EP] (2013)

## Grupos en Hello! Project
- Hello! Pro Egg (2007)

- Morning Musume (2007–2010)

- Shin MiniMoni (2009-2010)

## Filmografía
Películas
- 2009 : Yona Yona Penguin (よなよなペンギン) (Fairy)
- 2011 : Keitai Deka The Movie 3: Morning Musume Kyuushutsu Daisakusen! ~ Pandora no Hako no Himitsu~ (ケータイ刑事　THE　MOVIE3　モーニング娘。救出大作戦！～パンドラの箱の秘密)

Dramas
- 2010 : Hanbun Esper (半分エスパー)